# Гуго II (король Кіпру)
Гуго II (фр. Hugues; 1252 — 5 грудня 1267) — король Кіпру у 1253–1267 роках.

## Життєпис
Походив з династії Лузіньянів. Син Генріха I, короля Кіпру, та Плезанс Антіохійської. В перший рік втратив батька. Регентшею стала його мати. Час регентства — це послаблення ваги королівської влади. Всередині королівство точилася боротьба між фракціями, венеціянцями та генуезцями, регентши з архієпископом Нікосії. Останній, Гуго Фагіано, у 1260 році відмовився виконувати наказ щодо неперешкоджанню виборів православного архієпископа та урівняння їх у правах.
Після смерті матері, новим регентом при Гуго II стає тітка Ізабела де Лузіньян, а з 1264 року Гуго Антиохійський. 1264 було укладено шлюб короля з Ізабелою д'Ібелін. Втім Гуго II раптово помер 5 грудня 1267 року.

## Родина
Дружина — Ізабела (1252–1282), донька Жана I д'Ібелін, володаря Бейруту